# Nelson Symonds
Nelson Frederic Symonds (* 24. September 1933 in Hammonds Plains, Nova Scotia; † 11. Oktober 2008) war ein kanadischer Jazzgitarrist, der, obgleich er vorwiegend in der Jazzszene von Montréal arbeitete,
eine „legendäre Figur des kanadischen Jazz“ war.

## Leben und Wirken
Symonds wuchs auf einer Farm auf und brachte sich als Kind zunächst das Spiel auf dem Banjo bei, bevor er mit elf Jahren zur Gitarre wechselte. Erste Erfahrungen sammelte er ab 1951 im Duo mit seinem Onkel, mit dem er auch in einer Karnevalskapelle spielte, und in einem Wanderzirkus, mit dem er von 1955 bis 1958 durch die Vereinigten Staaten zog. Nach seiner Rückkehr nach Kanada ließ er sich 1958 in Montréal nieder und spielte in der Band The Stablemates, die von Alfie Wade Jr. geleitet wurde.
Er war seit Anfang der 1960er Jahre in der Jazzszene Montréals aktiv; so trat er im Black Bottom (1963–68) mit einem eigenen Trio aus Norman Villeneuve (Schlagzeug) und Errol Walters (Bass), dann im Café La Bohème (1968–71) und im Rockhead's Paradise (1977–80) auf. Ferner begleitete er gastierende Musiker, wie Roland Kirk, Art Farmer, Sonny Red, Benny Golson, Jackie McLean, Jack McDuff, Jimmy Heath und Stanley Turrentine. Mit Bassist Charles Biddle konzertierte er während der 1970er Jahre in Resorts.
Sein einziges Album unter eigenem Namen, Getting Personal, erschien 1992 auf Justin Time Records. Zwischen 1961 und 1993 wirkte Symonds bei sieben Sessions mit; so spielte er bei Liveaufnahmen von Dave Turner aus dem Resto Bar des Gouverneurs  (Live – Thank You For Your Hospitality und The Pulse Brothers, DSM Records) sowie in der Band von Bernard Primeau (Reunion – Featuring Nelson Symonds, 1990).
Symonds, dessen Spiel stark an die lineare Spielweise in der Tradition von Charlie Christian und dessen Bebop-orientierten Nachfolgern erinnert, war auch in zahlreichen Sendungen des CBC/Radio-Canada zu hören. Sein Leben wurde 1984 in zwei Dokumentarfilmen von Mary Ellen David  porträtiert. Symonds starb Anfang Oktober 2008 im Alter von 75 Jahren an einem Herzinfarkt, nachdem er sich zwölf Jahre zuvor einer Bypass-Operation unterziehen musste, die seine Karriere beendete.

## Auszeichnung
Symonds erhielt 1996 den Oscar Peterson Prix De Jazz auf dem Montréal Jazz Festival.